# Военный корреспондент

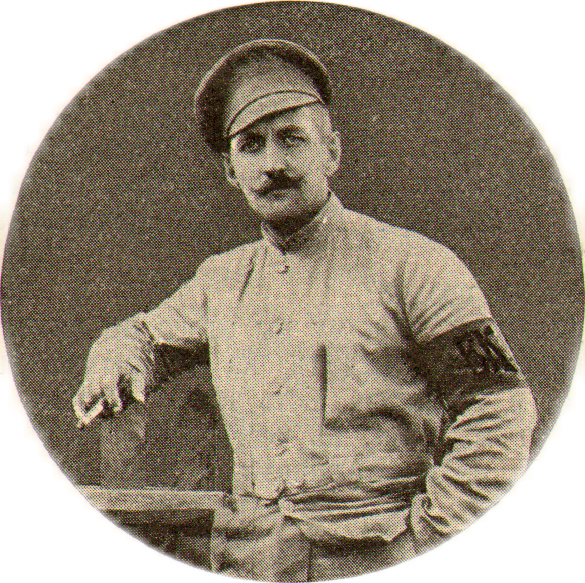
В. А. Табурин, на рукаве повязка с литерами ВК — военный корреспондент, журнал «Нива», № 3, 1906 год.

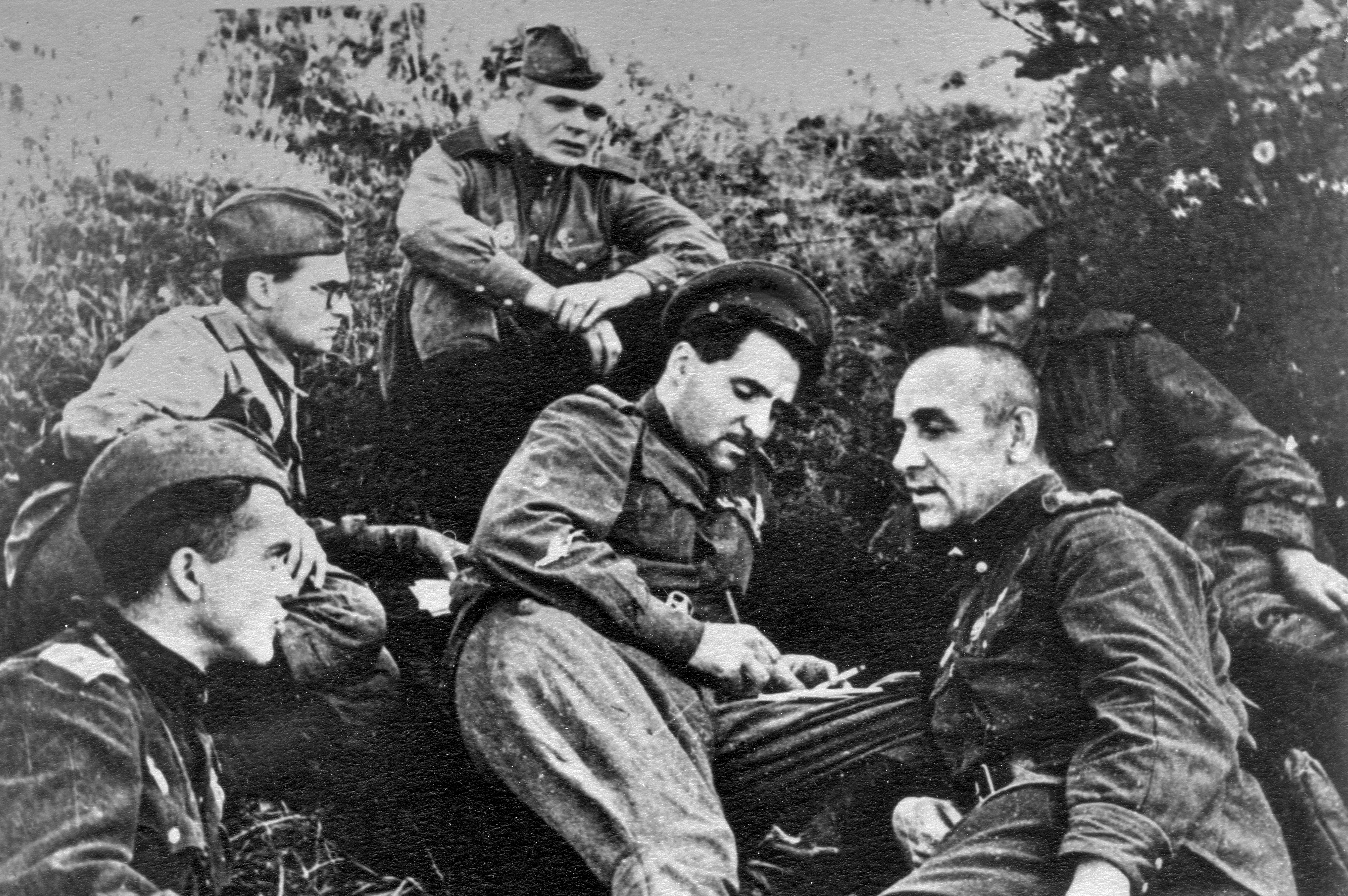
Военный корреспондент Константин Симонов (в центре) и Илья Власенко (справа) на командном пункте 75-й гвардейской стрелковой дивизии в районе Поныри. Курская битва, 1943 год.

Вое́нный корреспонде́нт (военко́р) — корреспондент, сопровождающий гвардию, армию, авиацию и флот во время военных (боевых) действий и освещающий события войны в прессе и аккредитованный государством, на территории которого находится.

## История
Военная журналистика берёт начало с возникновением коммуникативных технологий. Довольно рано значение военных сообщений осознал Александр Македонский. В походах его сопровождали специально обученные люди, которые фиксировали его военные успехи и увековечивали их в истории.
Ситуация изменилась с изобретением Иоганном Гутенбергом в 1450 году печатного станка, что позволило оповещать широкую публику о событиях на войне. Одним из первых таких упоминаний было взятие (захват) греческого острова Лесбос французскими и венецианскими войсками. Далее войны стали основным сюжетом для газет.
Первая британская газета Weekly news своим появлением обязана Тридцатилетней войне (1618—1648).
Доминиковски приводит такую историческую ретроспективу военной журналистики:
| Время                     | Особенности военной журналистики |
| ------------------------- | --- |
| Античность                | Сообщения о героях сражений, специально обученные люди. Цели: прославление подвигов, дезинформация противника, подстрекательство мирного населения воюющих сторон. |
| Начало XIX века           | Возникновение медиа, ориентированных на массы — развитие глобальной прессы и глобальных конфликтов. Первый независимый военный корреспондент. Цель — рост тиражей за счёт военных репортажей. Крымская война (1853—1856) — первая информационная война. Первый цензурный прецедент во время Крымской войны (1855). |
| «Золотой век» 1860—1914   | Развитие военной журналистики как профессии. Внедрение новых технологий (фотосъёмка, телеграф), изменение «границ актуальности». Война в изображении большинства газет представляется как далёкое, неизведанное приключение.                                                                                       |
| Первая мировая война      | Формирование расширенного пропагандистского аппарата. Жёсткая и навязчивая цензура. |
| Вторая мировая война      | Расширение финансирования пропаганды и расширение механизмов управления медиа. Переход от цензуры и контроля над СМИ к управлению военными сообщениями. Массовое внедрение радио и кино в качестве новых медиа. |
| Война во Вьетнаме         | Первая так называемая A living-room war (дословно: война в гостиной). Телевизионные ежевечерние новости с репортажами о войне во Вьетнаме. Практически единственная война без цензурного регулирования. Резкая смена общественных настроений после появления фотографий и видеоматериалов, отражавших ужасы войны. |
| От Фолкленд до Косово     | Медиа практически не освещает боевые действия. Войны проходят без репортеров-очевидцев. «Военные сообщения в реальном времени» за счёт спутниковых технологий. |
| Война в Персидском заливе | Развитие управления в СМИ. Ориентированная на массу подготовка и сопровождение военных действий. Информационная война. Информация и управление СМИ становятся неотъемлемой частью ведения войны. «Вживление» журналистов в ряды войск.                                                                             |

Хотя война давно вызывала интерес журналистов и писателей, первые профессиональные военные корреспонденты появились во время Крымской войны. Н. Берг отправился в Севастополь, откуда писал для журнала «Москвитянин» М. П. Погодина. С британской стороны осаду Севастополя освещал приобретший большую известность корреспондент В. Х. Рассел.
Хотя уже во время Крымской войны передача данных посредством телеграфа была возможна, она редко использовалась из-за недостатка инфраструктуры. Военные сообщения передавались при помощи обычной почты. К этому времени фотография также применялась. Английский журналист Роджер Фентон сопровождал британские войска в Крыму с передвижной фотолабораторией. Однако его фотографии не отражали подлинную картину войны. Они не показывали сцены битв или убитых, а только изображения солдат. Работа Фентона финансировалась британским правительством, с той целью, чтобы «показывать скорректированную картину войны» и перекрывать наблюдения Рассела.
Филипп Найтли обозначил период между Крымской войной и Первой мировой войной как «Золотой век» военной журналистики.
Во время Русско-турецкой войны 1878 года при русской армии было уже более двух десятков русских и иностранных корреспондентов, а во время русско-японской войны в маньчжурских армиях побывало 102 русских корреспондента и 38 иностранных.
В войнах XX века значение военных корреспондентов значительно возросло, так как исход войн зачастую существенно зависит от общественного мнения воюющих стран.
В России «Временное положение о военной цензуре» было подписано на следующий же день после начала Первой мировой войны, 20 июля 1914 г., то есть оно готовилось заранее. 20 января и 12 июля был обнародован «Перечень» сведений, которые запрещалось помещать в печати по военным соображениям, вторая его редакция была дополнена новыми запретами. «Временное положение о военной цензуре» учитывало опыт «чрезвычайной охраны». По нему военная цензура устанавливалась в «полном объёме» в местах военных действий и «частично» — вне их. 20 июля 1914 г. по распоряжению начальника Генерального штаба в Петрограде была учреждена военно-цензурная комиссия, хотя здесь, как в городе, находившемся на театре военных действий, уже существовала военная цензура. В марте 1915 г. военная цензура была введена и в Москве, несмотря на то, что вторая столица не находилась в прифронтовых условиях. Военная цензура быстро становится всеобъемлющей, включая в себя и политическую цензуру. В секретном письме от 14 декабря 1915 г. на имя начальника Генштаба председатель Совета министров И. Л. Горемыкин, вновь назначенный на этот пост, подчёркивал: «Военная цензура, просматривая предназначенный к выпуску в свет газетный материал, должна оценивать последний не с одной лишь узковоенной точки зрения, а и с общеполитической».
В начале войны русская пресса растерялась, её деятельность не удовлетворяла даже собственных сотрудников. B.C. Мельгунов — многолетний автор провинциального отдела газеты «Русские ведомости» в докладе, прочитанном в обществе деятелей периодической печати 28 февраля 1916 г. (позже он был опубликован под заголовком «О современных литературных нравах»), говорил: «Наша печать за самым малым исключением повинна в тяжком грехе распространения тенденциозных сведений, нервирующих русское общество, культивирующих напряжённую атмосферу шовинистической вражды, при которой теряется самообладание и способность критически относиться к окружающим явлениям». И дальше: «Война оказала разлагающее влияние на значительную часть нашей печати — она лишила её морального авторитета».
С вступлением США в Первую мировую войну в апреле 1917 года резко усилилась антигерманская пропагандистская деятельность американского правительства. Это было в русле подходов к информации со стороны других стран — участниц Антанты, которые придавали этому направлению своей деятельности исключительно большое внимание. Как отмечает С. И. Беглов, «союзники по Антанте стремились держать в поле зрения все цели: противника и его тылы, собственную и союзную аудиторию, а также нейтралов».
Были созданы специальные правительственные органы по управлению прессой. Комитет общественной информации (Си-Пи-Ай) при правительстве США с мая 1917 года публиковал правительственный орган информации «Оффишиэл буллетин», тираж которого к концу войны составлял 118 тыс. экземпляров.
Правительство США оказывало и прямое давление в нужном ему направлении на журналистику внутри страны. И хотя в принципе идея цензуры глубоко чужда американской журналистской традиции, а сборники основных американских законов не содержат этого слова вообще, американское правительство пошло в годы Первой мировой войны на введение прямой официальной цензуры. Под особо жёсткий цензурный контроль были поставлены любая информация военного характера и все её источники, включая солдатские письма. Военное министерство регулировало все вопросы, связанные с деятельностью военных корреспондентов, хотя за ними в принципе сохранялось право «правдиво» информировать народ о фактах, касающихся операций армии, но категорически запрещалось выдавать врагу «сведения».
В условиях мировой войны в США были задействованы «Закон о шпионаже» от 15 июня 1917 года, предусматривавший привлечение к уголовной ответственности за «подрыв правительственных кампаний», и принятый в мае 1918 года «Закон о подстрекательстве к мятежу». Тогда же была введена цензура зарубежной почты. Осенью 1917 года был лишён почтовых привилегий и, по сути, закрыт левый общественно-литературный журнал «Мэссиз» («Массы»).
Опыт, приобретённый в годы Первой мировой войны, использовался американским правительством и в последующих войнах и конфликтах. Он стал предметом всестороннего изучения и обобщения, показал плюсы и минусы организации правительственной пропаганды внутри страны и за рубежом.

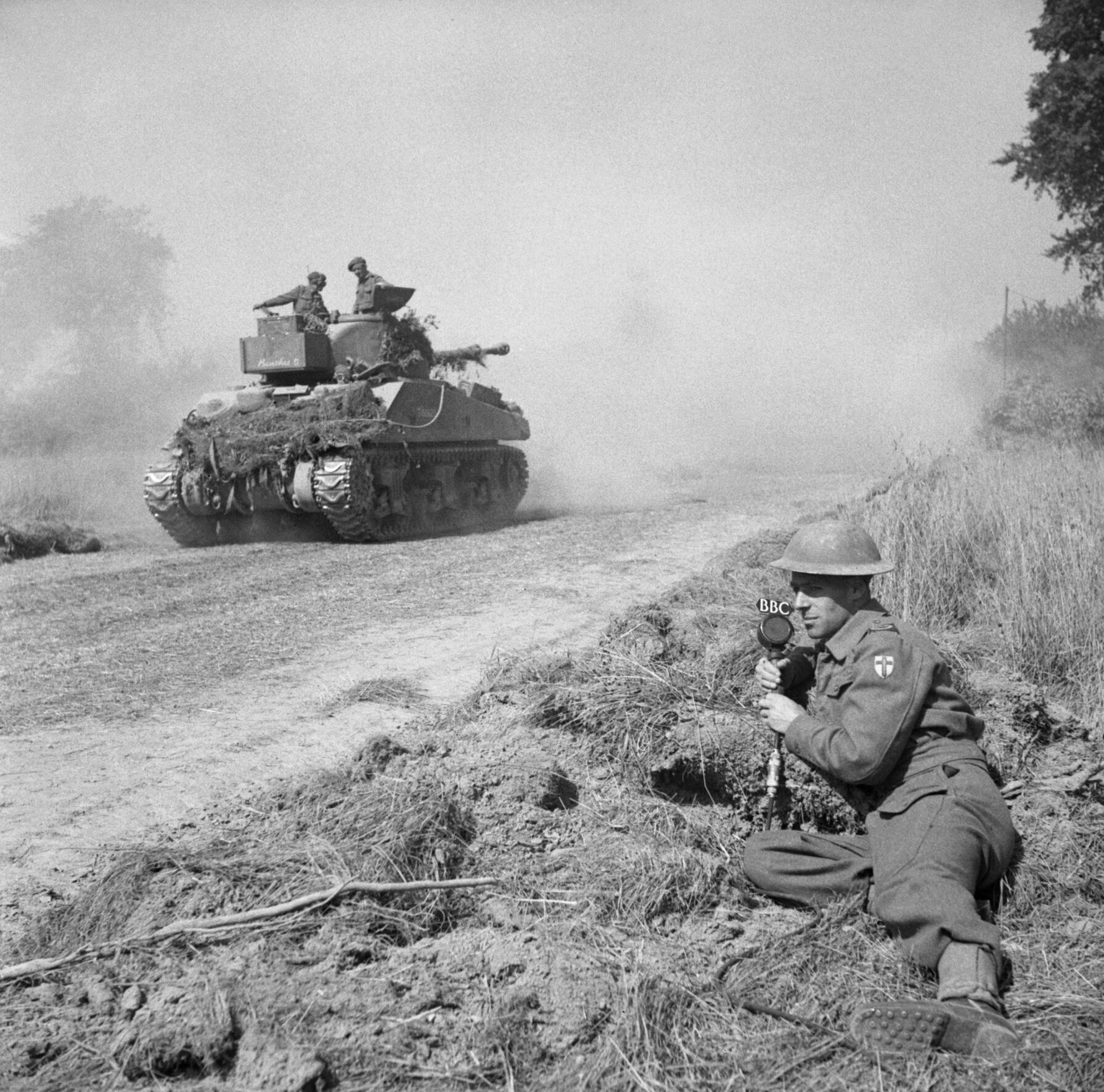
Французский корреспондент Би-Би-Си Пьер Лефевр ведёт репортаж в Нормандии во время Второй мировой войны

Деятельность армейских пресс-центров в период иракской войны 2003 года критиковалась. Многие журналисты страдали от нехватки информации и выражали неудовлетворённость деятельностью армейских пресс-центров. Корреспондент Би-би-си Питер Хант жаловался в эфире: «Мы ждём здесь, в этом безликом ангаре в Катаре, новостей о текущих операциях». Его коллега Пол Адамс назвал тесную комнату, в которой проводились брифинги, «неадекватным рабочим пространством». Особенно возмущали журналистов брифинги невозмутимого бригадного генерала Винса Брукса. После них американские журналисты «рвали на себе волосы в связи с отсутствием информации». Критиковалась также американская практика «вживления» журналистов в армейские части. Журналист Аднан Хан назвал «вживление» одной из причин того, что писать репортажи о войне становится все труднее, так как из-за этого журналисты воспринимаются местными жителями как «инструменты оккупантов» или даже шпионы.
Особенностью военной журналистики СССР было то, что освещением военных конфликтов с непосредственным пребыванием на местах событий занимались, как правило, журналисты, являющиеся военнослужащими. Их репортажи подвергались жёсткой цензуре.
Начиная с 1992 года военные конфликты на постсоветском пространстве массово освещали уже гражданские журналисты, представляющие огромное разнообразие СМИ.
Взаимоотношения военного командования с журналистами довольно часто характеризуется несовпадением стремлений той и другой стороны. В частности, военное командование предлагает, как ему кажется, наиболее удобные формы сотрудничества с прессой, а они по тем или иным причинам не устраивают журналистов. Прессе хотелось бы видеть в лице командования, прежде всего доступный, надёжный, достоверный и своевременный источник информации по темам, волнующим широкие слои общественности. Военные же, как правило, устанавливают свои нормы поведения или функционирования журналистов в зонах их ответственности во время ведения боевых действий. Они могут заставить журналистов получить пропуска, аккредитации, потребовать от них находиться в одном месте. Все это может оправдываться необходимостью сохранения военной тайны, либо обеспечением безопасности работы репортёров. Решение о том, как себя повести в такой ситуации, остаётся за журналистом. Он может покинуть зону ответственности армии и действовать по своему усмотрению, либо попытаться добыть информацию вопреки запретам. Во многом свобода действий военного журналиста зависит от уровня демократичности государства, в котором он работает и живёт.

## Мнения
Значение военной журналистики не раз признавалось различными политическими деятелями, хотя и не раз подвергалась критике.
Наполеон:

Четыре враждебные газеты могут нанести более чувствительный урон, чем 100 тыс. солдат в открытом поле.
Клеменс фон Меттерних:

Трёхсоттысячное войско не сможет завоевать страну и её пределов быстрее, чем дюжина перьев наполеоновских журналистов.
Роберт Капа:

Я надеюсь остаться безработным военным фотографом до конца своей жизни.
Филипп Найтли:

Читателям в Лондоне или Нью-Йорке, далёкие сражения в необычных местах, должно быть, казались нереальными, а стиль Золотого Века военной журналистики — где залп орудий, гнев борьбы, генерал храбр, солдаты галантны, и их штыки быстро справляются с врагами — только подпитывает иллюзию о том, что это сплошной волнующий приключенческий роман.
Оригинальный текст (англ.)“To readers in London or New York, distant battles in strange places must have seemed unreal, and the Golden Age style of war reporting – where guns flash, cannons thunder, the struggle rages, the general is brave, the soldiers are gallant, and their bayonets make short work of the enemy – only added to the illusion that it was all a thrilling adventure story”.

## В международном праве
Ст. 13 2-й главы Гаагской международной конвенции установлено, что «газетные корреспонденты и репортёры… в том случае, когда будут захвачены неприятелем и когда последний сочтёт полезным задержать их, пользуются правами военнопленных, если только имеют удостоверение от военной власти той армии, которую они сопровождали».
8 июня 1977 года были приняты Дополнительные протоколы к Женевским конвенциям. В них указано: «Как таковые, они [журналисты] пользуются защитой в соответствии с Конвенциями и настоящим Протоколом при условии, что они не совершают никаких действий, несовместимых с их статусом гражданских лиц, и без ущерба праву военных корреспондентов, аккредитованных при вооружённых силах, на статус, предусмотренный статьёй 4 третьей конвенции».
То есть журналисты приравниваются к гражданскому населению, пользуются его правами, в том числе правом на защиту, в то же время, попав в плен, корреспонденты приравниваются к военнопленным. Однако журналистами не считаются лица, которые не получили аккредитации. Такие лица квалифицируются по иным признакам, таким как ношение военной формы, наличие оружия в распоряжении и прочим.

## В произведениях культуры
- х/ф Ради нескольких строчек (1985, СССР)
- х/ф Военный корреспондент (2014, Россия)

## Известные военные журналисты
● Кирилл Романовский
- Дарья Асламова
- Борис Полевой
- Марьяна Наумова
- Николай Берг
- Эдгар Райз Берроуз
- Эрнест Хемингуэй
- Фердинандо Петруччелли делла Гаттина
- Накаяма Гисю
- Ричард Хардинг Дэвис
- Роберт Капа
- Руслан Гусаров
- Марк Келлогг
- Александр Коц
- Стивен Крейн
- Сергей Михалков
- Александр Минаков
- Антон Степаненко
- Александр Сладков
- Евгений Поддубный
- Михаил Зыгарь
- Вильям Ховард Рассел
- Константин Симонов
- Николай Сокальский
- Аркадий Столыпин
- Лев Толстой
- Маргарет Бурк-Уайт
- Роджер Фентон
- Уинстон Черчилль
- Курт Эггерс